# Bengt Baron
Bengt Baron (Finspång, 6 de março de 1962) é um nadador sueco, campeão olímpico dos 100 metros costas nos Jogos de Moscou, em 1980.
Também obteve o bronze no revezamento 4x100m livres na Olimpíada de Verão de 1984 em Los Angeles, Califórnia. Um estudante de graduação da Universidade da Califórnia, Baron foi nomeado em seu "Hall da Fama" em 1999. Entre 1979 e 1985, ele ganhou um total de 33 títulos suecos.
Após sua carreira como nadador, Baron participou da Haas School of Business da Universidade da Califórnia, Berkeley, onde recebeu seu MBA em 1988. Após a formatura, ele se juntou a McKinsey & Company em seu escritório em Estocolmo, depois que ele se juntou a empresas de consumo diversos, incluindo a Coca-Cola, Frionor AB (empresa norueguesa de marisco congelado) e Kodak. Em 2001, Baron foi nomeado CEO e Presidente da Absolut Vodka. Ele é casado com Agneta Mårtensson.